# 九郎里站
九郎里站（：／ Gurang-ri yeok */?）曾为韩国铁路加恩线上的一个车站，位于庆尚北道闻庆市麻城面下乃里，目前已废止。

## 历史
- 1956年5月15日，落成使用。
- 2004年4月1日，停止使用。
- 2013年9月10日，Railbike开始营运。